# 개엉겅퀴

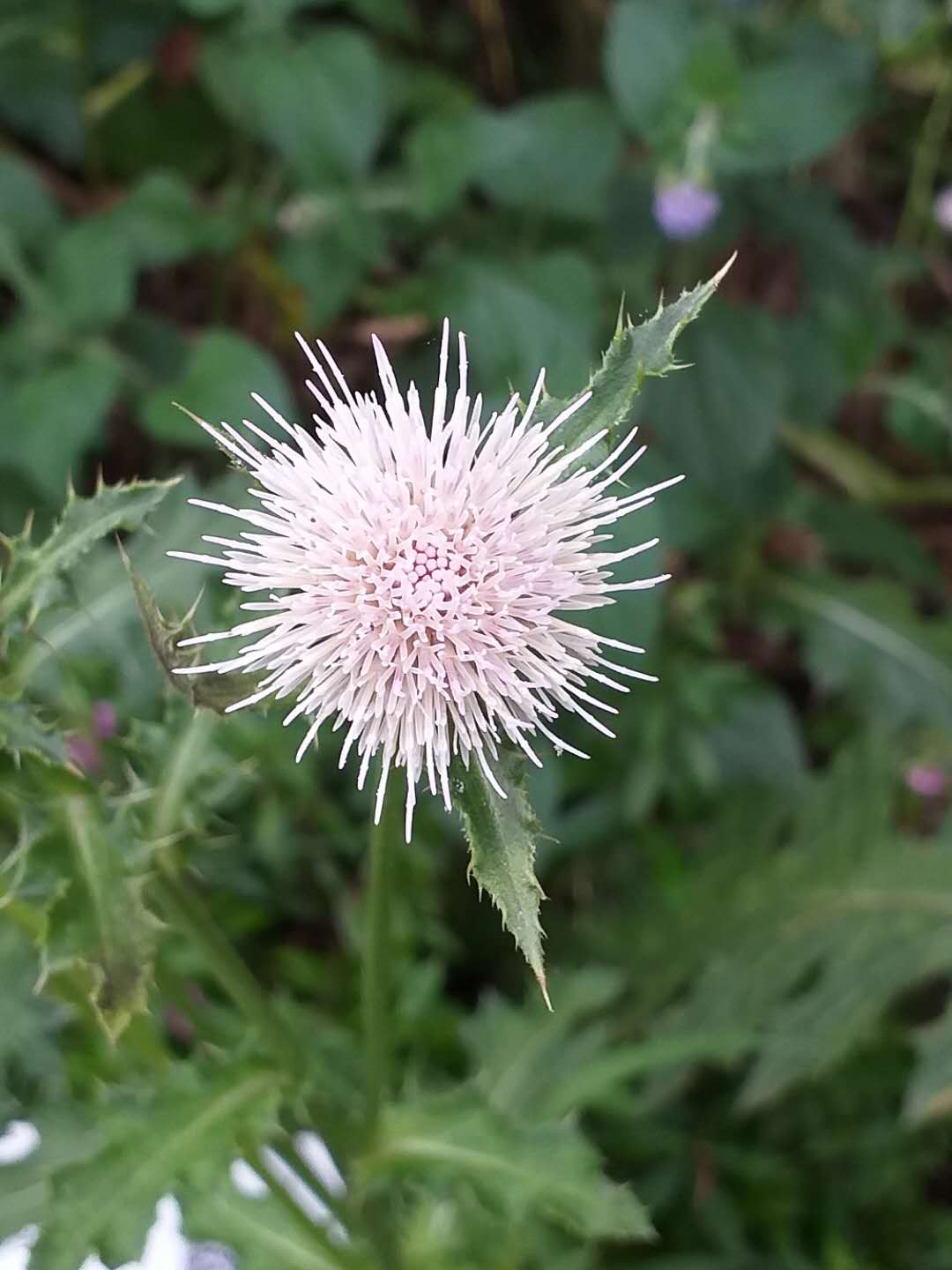
Cirsium japonicum var. takaoense

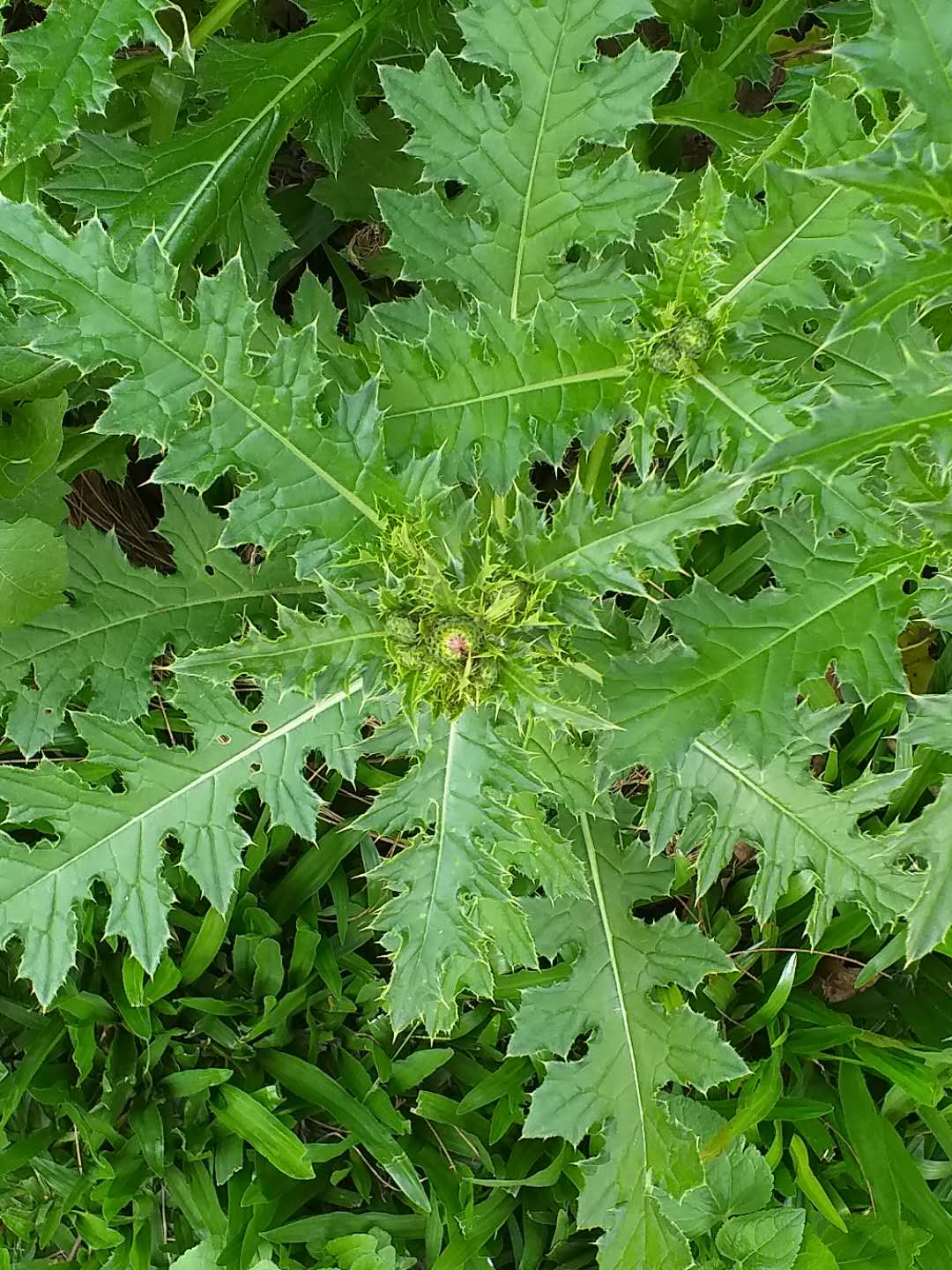
Cirsium japonicum var. takaoense

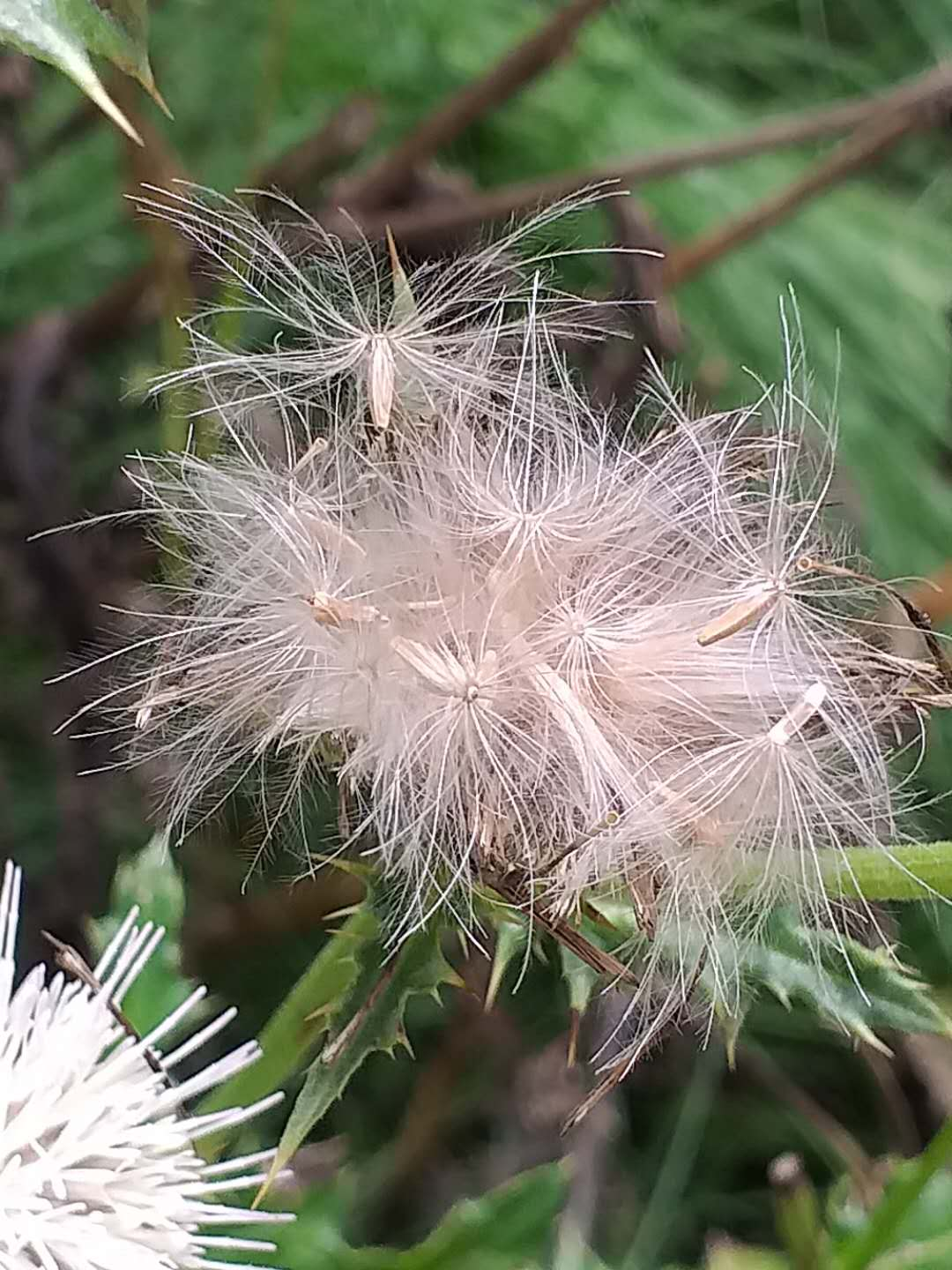
Cirsium japonicum var. takaoense

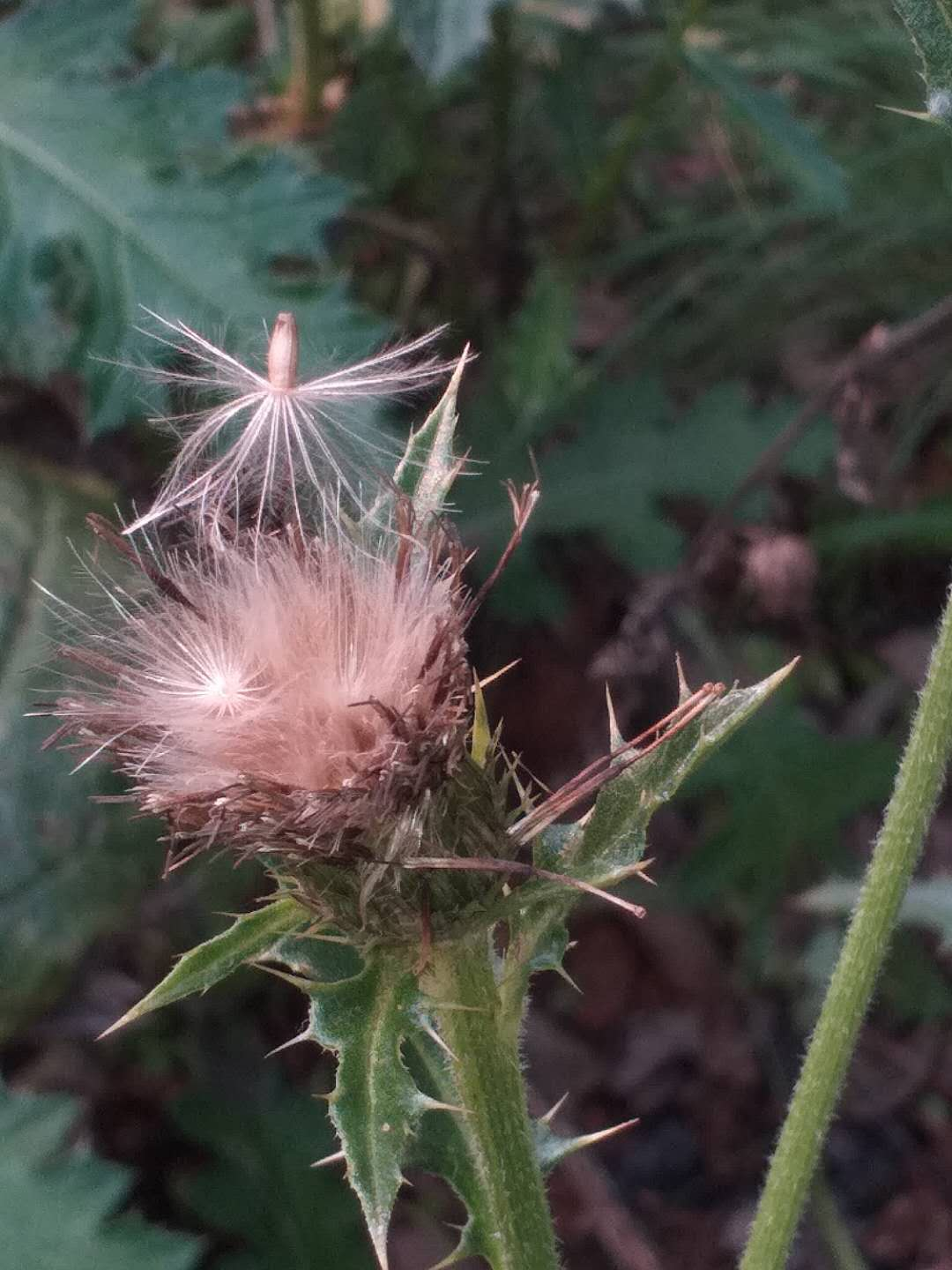
Cirsium japonicum var. takaoense

개엉겅퀴는 국화과에 속하는 여러해살이풀이다. 변종 엉겅퀴와 가시엉겅퀴의 상위 종이다.

## 사진

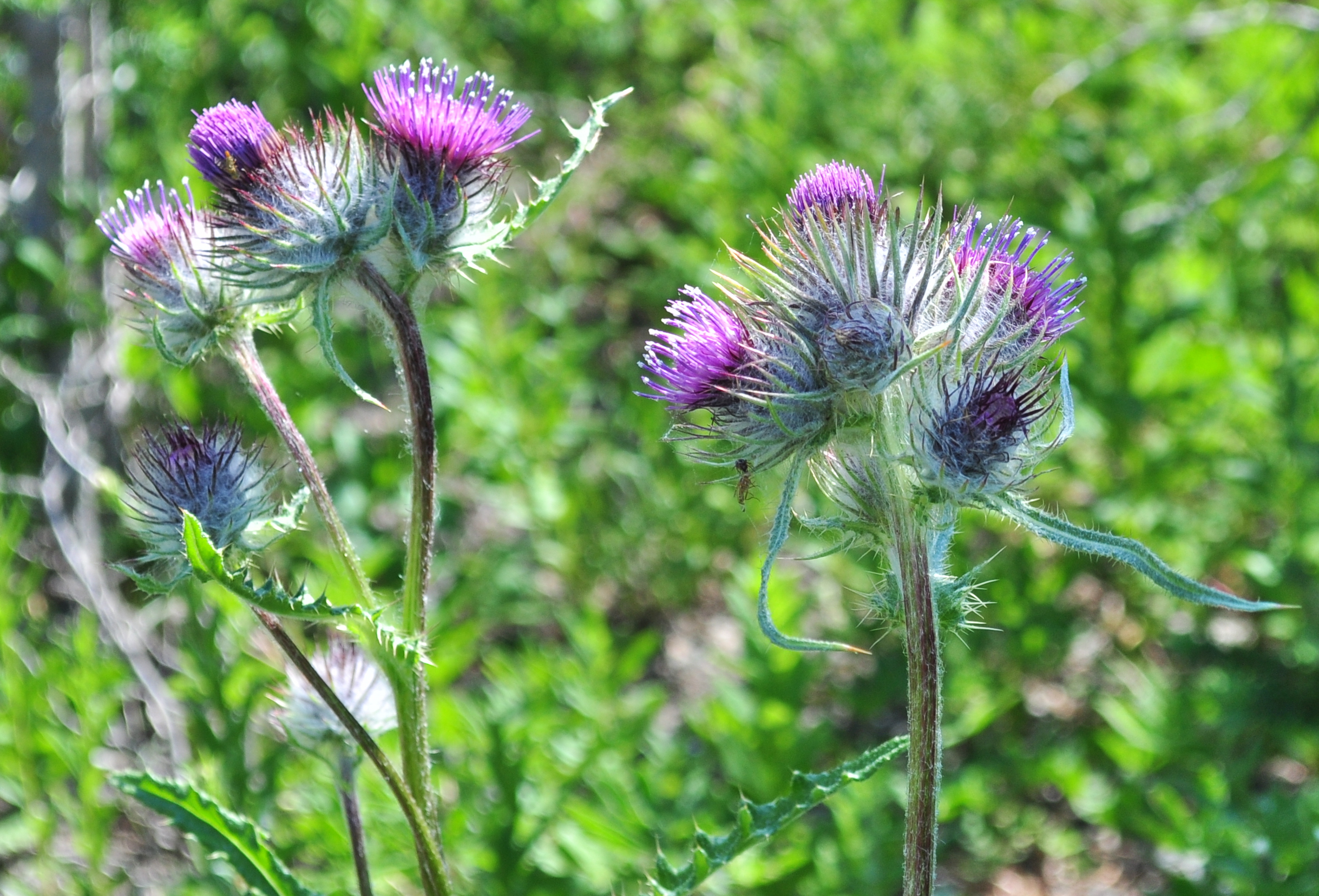
꽃 (미국 워싱턴주 래이니어 산 국립공원)
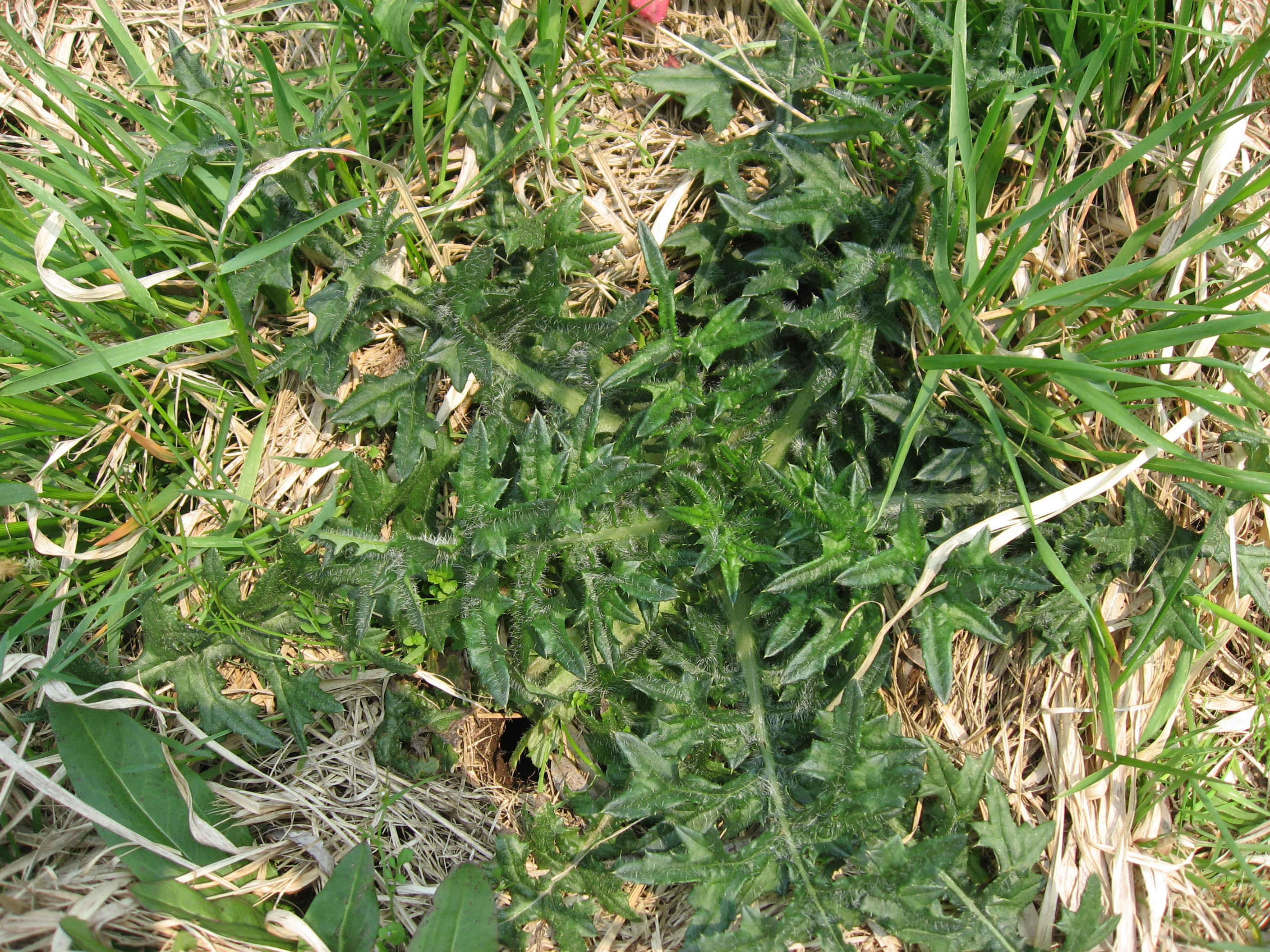
잎
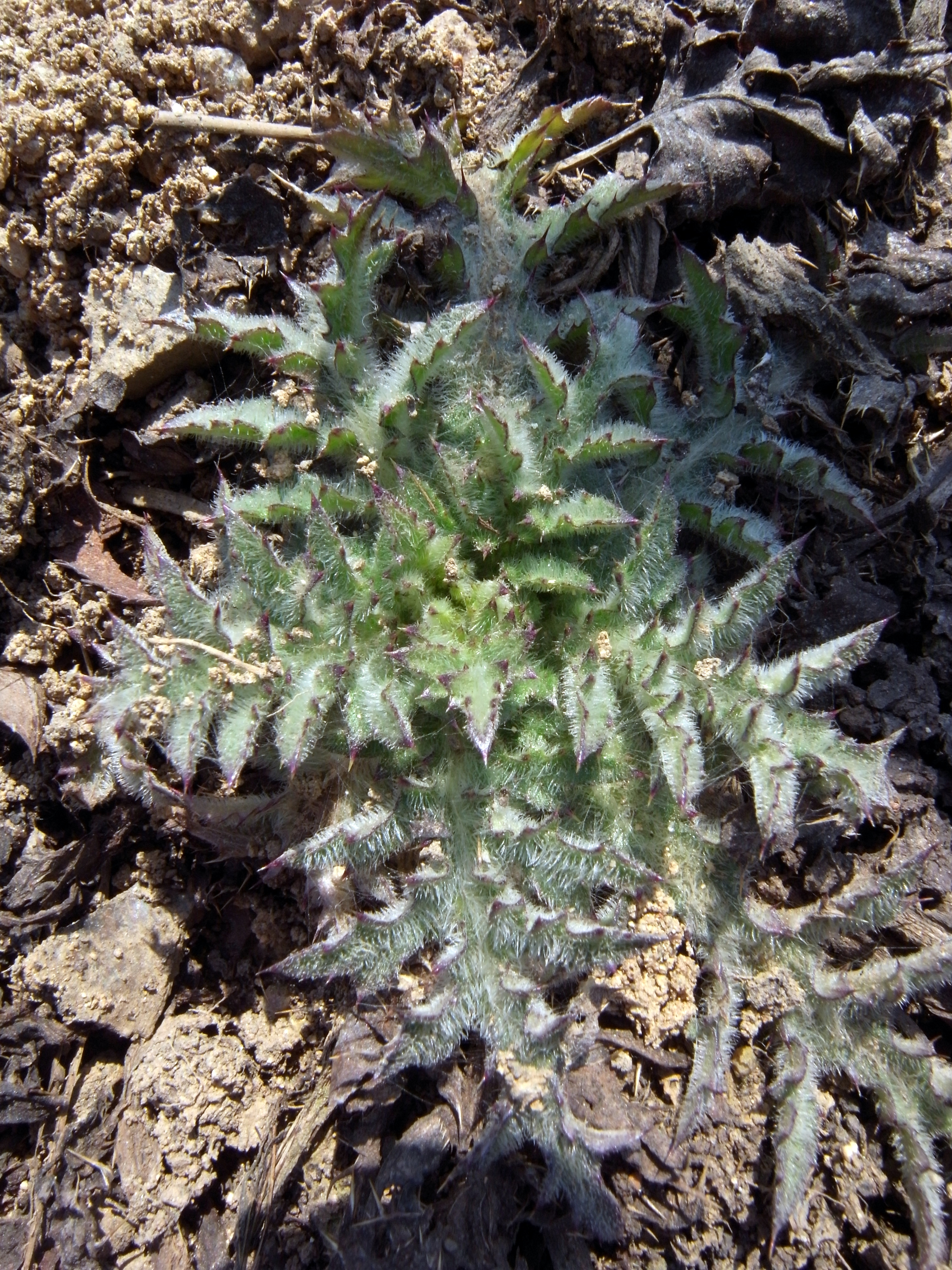
새순